# Jacopo Ligozzi

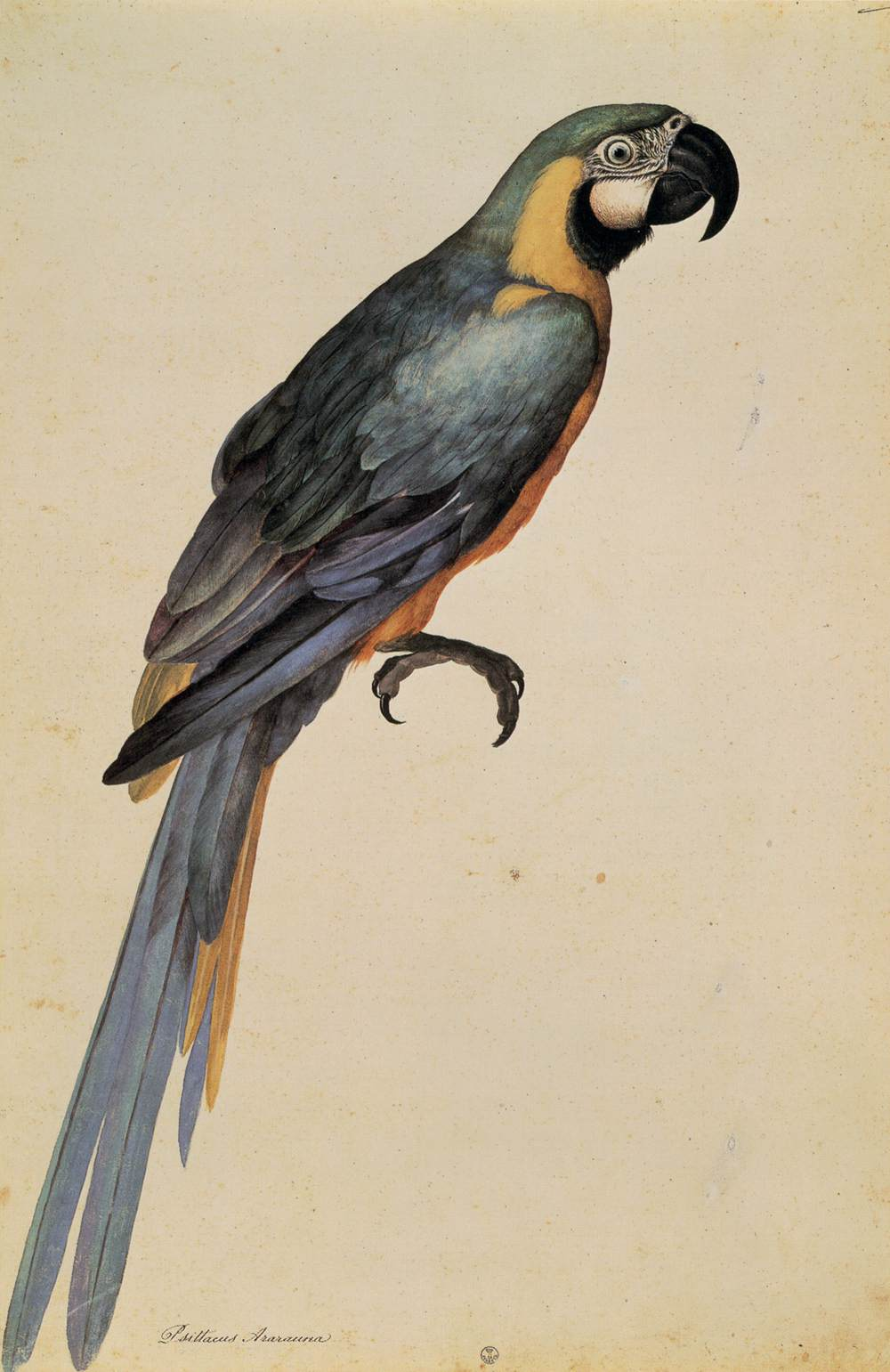
Psittacus Ararauna, 670 x 456 mm, Florencia, Uffizi.

Jacopo Ligozzi (Verona, 1547–Florencia, 1627), fue un pintor, dibujante, decorador e iluminador italiano, seguidor de la contramaniera de Santi di Tito.

## Biografía
De una familia de artesanos y artistas, pues también su padre era pintor, tras formarse en Verona se trasladó a Florencia en torno a 1575 llamado por el gran duque Francisco I. A la muerte de Giorgio Vasari se convirtió en pintor de corte de los Médici y cónsul de la academia florentina. Como pintor de corte hubo de aceptar encargos casi artesanales. Las cartas del naturalista boloñés Ulisse Aldrovandi al gran duque incluyen algunas noticias de su obra. Aldrovandi elogia en ellas la habilidad de Ligozzi para dibujar con exactitud animales y plantas y sugiere al gran duque que le encomiende los retratos de las piezas exóticas que le envía.
Aunque con tales acuarelas alcanzó fama en los restringidos círculos científicos, hasta la década de 1590 no logró encargos públicos de envergadura. En obras como el San Jerónimo y el ángel de la iglesia de San Giovannino degli Scolopi (1593) o en la Visitación de la catedral de Lucca (1596), la mimética exactitud de los detalles combina con el tratamiento véneto del claroscuro y las profundas perspectivas.
En España, el Museo del Prado cuenta con dos obras de Ligozzi: un gran lienzo de El Nacimiento de la Virgen, regalo de Fernando I de Médici a Juan de Idiáquez, ingresado en el museo en 1982 tras haber formado parte de la colección del infante Sebastián Gabriel de Borbón, y una curiosa Alegoría de la Redención, recibida como donación de Óscar Alzaga Villaamil en 2017.